# Morgenvandrerens rejse
|  | Denne artikel handler om bogen. For artiklen om filmen, se Narnia: Morgenvandrerens rejse (film) |
Morgenvandrerens rejse (originaltitel: Voyage of the Dawn Threader) er femte bind ud af de 7 i C. S. Lewis' fantasy-serie om det fortryllede land Narnia.
Bogen er oprindeligt udgivet i 1952, og blev første gang udgivet på dansk i 1983 på Borgens Forlag. Bogen er filmatiseret af Walden Media under Disney i 2010.

## Handling
Bogen handler om tre børn fra vores verden som lidt ufrivilligt bliver sendt til det magiske land Narnia, hvor Prins Caspian X fra bogen af samme navn er taget ud på en sørejse for at finde 7 forsvundne hertuger – heraf Caspians senere kaldenavn Caspian Søfareren. To af børnene, Lucy og Edmund, kender Narnia fra tidligere besøg, men Eustace Clarence Scrubb – Edmund og Lucys fætter – kender ikke til Narnia, og forresten heller ikke til god opførsel i al almindelighed.
I Narnia møder børnene også den tapre, ædle og fuldstændig frygtløse mus Rippitjik, den stoute kaptajn Drinian, foruden et bredt udvalg af personer, fra sørøvere til troldmænd, usynlige folk og meget mere.